# پائولینا رایت دیویس
پائولینا رایت دیویس (به انگلیسی:Paulina Wright Davis) یک حقوقدان آمریکایی مخالفت با بردگی، و خواستار تحقق حق رأی زنان بود. او یکی از بنیانگذاران انجمن حق رأی زنان نیو انگلند بود.

## زندگی
دیویس در سال ۱۸۱۳ در بلومفیلد،نیویورک بدنیا آمد. خانواده او در سال ۱۸۱۷ به نزدیکی مرز کانادا و آبشارهای نیاگارا کوچ کردند. بعد از مرگ مادر و پدرش، پائولینا به کلیسا پروتستان پیوست و تلاش کرد که راهبه شود ولی کلیسا در آن زمان به زنان مجرد چنین اجازه‌ای نمیداد. در سال ۱۸۳۳ با فرانسیس رایت تاجری مرفه از یوتیکا، نیویورک ازدواج کرد. آنها ارزش‌های اخلاقی مشابه داشتند و هردو در اعتراض به موضع‌گیری کلیسا نسبت به برده‌داری از کلیسا استعفا دادند و به انجمن ضد برده‌داری مرکز نیویورک پیوستند. در سال ۱۸۳۵ این زوج در یوتیکا، نیویورک انجمن ضد برده‌داری داری خود را راه‌اندازی کردند و با سوزان آنتونی، الیزابت کدی استانتون و ارنستین رز ارتباط برقرار کردند. فرانسیس رایت در سال ۱۸۴۵ درگذشت، این زوج فرزندی نداشتند. 
دیویس یکی از بنیانگذاران انجمن حق رأی زنان نیو انگلند در سال ۱۸۶۸ بود. هنگامی که این گروه از هم پاشید او و سوزان آنتونی در انجمن ملی حق رأی زنان در ۱۵ می ۱۸۶۹ شرکت کردند.

## مرگ
دیویس هفده روز پس از تولد شصت و سه سالگی خود در ۲۴ اوت ۱۸۷۶ در پراویدنس، رود آیلند درگذشت. دیویس در سال ۲۰۰۲ به تالار ملی مشاهیر زن راه‌یافت.